# ユニフレーム
ユニフレーム（UNIFLAME ）は、日本のアウトドア用品のブランド名である。以前は、社名もブランド名とあったが、2014年に社名を「株式会社新越ワークス」に変更した。

## 概要
- 創立 1985年3月14日。
- 所在地 〒959-0223 新潟県燕市田中新1011
- ブランド名の「ユニークな炎（フレーム）を創造する」に由来する。

## 製品の特徴
キャンプ用のテントからガスバーナー、アウトドアテーブル、鍋類など幅広く商品を展開している。
特に家庭用カセットガスと同規格のボンベを使用するコンパクトなバーナーやランタンや、手入れが容易で頑丈な鉄板プレス加工のダッチオーブンなど、独自の商品を開発、提供している。
従来製品ではプラスチックを用いている箇所に木製の部品を使用するなど、日本発メーカーということで製品のコンセプトに「和」を取り入れたものが多く存在する。
また、実際に火にかける調理器具を除き、サビに強く頑丈なステンレス鋼を素材に用いている製品が多いのも特徴の一つといえる。
焚き火専用のスタンドや湯呑みを模したサーモカップ、ユニークな商品名など、遊び心を取り入れた製品も多い。

## 主な製品
ファイヤーグリル
焚火専用のスタンド。フィールドを傷めることなく焚き火・ダッチオーブン・BBQなど、アウトドアでやってみたいことが手軽に楽むことができる。
シングルバーナーUSシリーズ
T型カートリッジを使用する他社従来品とは異なり、燃料にカセットガスボンベを使用するバーナー。燃料の入手が従来品より容易でコストパフォーマンスも高いため、長期間にわたりキャンプや移動を行うキャンパーに高い人気がある。ブタンガスが充填されたカセットコンロ用のガスは低温時に出力が落ちやすいため、山間部や寒冷地で使用する場合はイソブタンガスを充填した専用ガスの使用が推奨されている。
コーヒーバネット
1本のステンレス鋼線でできた折り畳み式のコーヒードリッパー。4人用と2人用がある。過去には1人用もリリースされていた。
スクエアコッヘル
袋入りインスタントラーメンを調理しやすい角型のコッヘル。
不思議なめし袋
不織布でできた炊飯袋。米を研がずに袋に入れ、そのまま茹でることで炊飯ができる。
ネイチャーストーブ
ステンレス鋼板でできた折り畳み式の小型ストーブ。枯れ枝や松ぼっくりなどを燃料として使用する。煙突効果を利用するため、送風ファンなどは付属していない。

## コラボ製品
UNIFLAME特製ゆるキャン△シェラカップ
アニメ「ゆるキャン△」の公式バスツアー向けのツアーグッツとして”UNIFLAME特製ゆるキャン△シェラカップ”が製作された。